# Електрофізичне оброблення

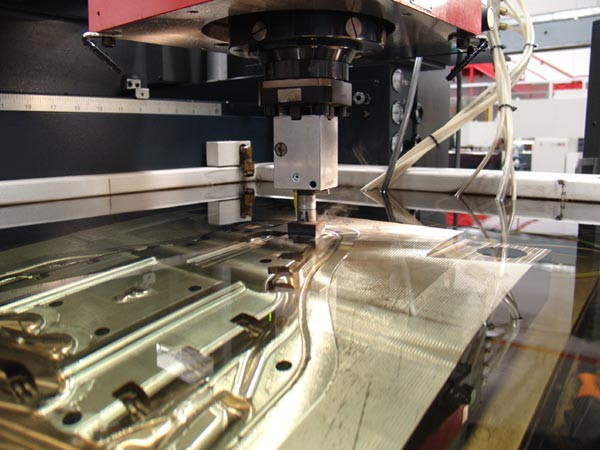
Верстат електроерозійного оброблення

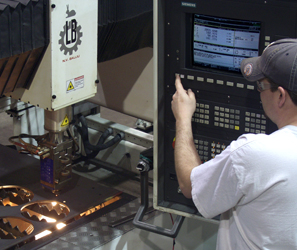
Лазерний розкрій сталевих аркушів

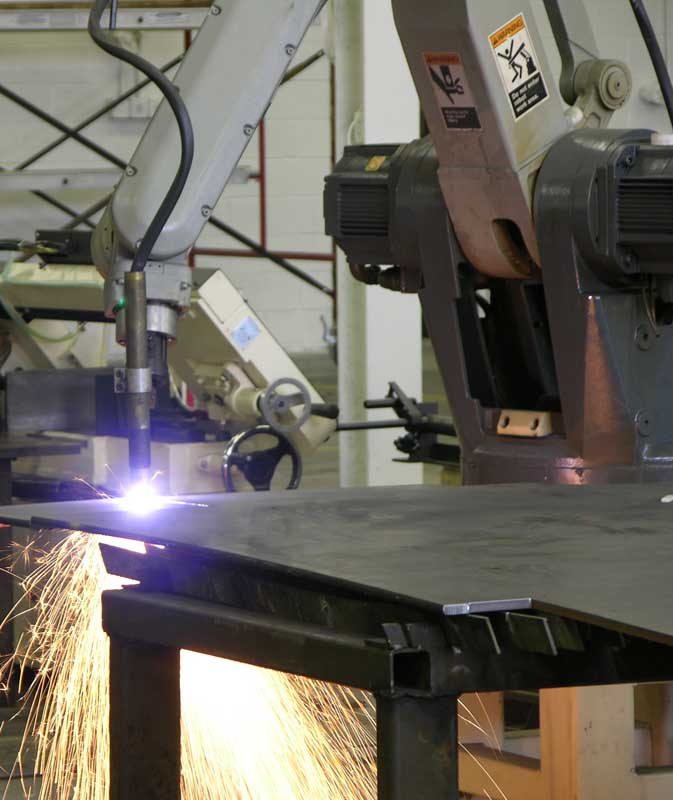
Промисловий робот плазмового різання

Електрофізи́чне обро́блення — вид механічного оброблення, який полягає в зміні форми, розмірів та (чи) шорсткості поверхні заготовки із застосуванням електричних розрядів, магнітострикційного ефекту, електронного чи оптичного опромінювання, плазмового струменя.

## Переваги
Основною перевагою електрофізичних методів оброблення металів є можливість їх використання для зміни форми заготовок з матеріалів, що не піддаються обробці різанням, причому обробка цими методами відбувається в умовах дії мінімальних сил чи навіть при повній їх відсутності. Трудомісткість і тривалість цих методів обробки матеріалів підвищеної твердості (понад 400 HB) менша за трудомісткість і тривалість обробки різанням.
Важливою перевагою електрофізичних методів обробки металів є незалежність продуктивності більшості з них від твердості і крихкості оброблюваного матеріалу. Електрофізичні методи обробки металів охоплюють практично всі операції механічної обробки і не поступається більшості з них за шорсткітю обробленої поверхні і точністю виготовлення.
Крім цього, зазначені методи дають можливість отримувати найскладніші поверхні, наприклад отвори з криволінійною віссю, глухі отвори фасонного профілю і т. д.

## Види електрофізичного оброблення
До числа методів електрофізичного оброблення належать:
- електроерозійні методи, які полягають у тому, що зміна форми, розмірів та якості поверхні заготовки відбувається під дією електричних розрядів. Електричні розряди виникають при пропусканні імпульсного електричного струму в зазорі величиною 0,01…0,05 мм між електродом-заготовкою і електродом-інструментом. Під дією електричних розрядів матеріал заготовки плавиться, випаровується і видаляється з міжелектродного проміжку в рідкому чи пароподібному стані. Електроерозійні методи у свою чергу за режимами поділяються на:
  - електроіскрові, що характеризуються використанням іскрових розрядів з малою тривалістю (10−5…10−7 с) при прямій полярності підключення електродів (заготовка «+», інструмент «-»);
  - електроімпульсні, що характеризуються застосуванням імпульсів великої тривалості (0,5…10 с) з утворенням дугового розряду між електродами та інтенсивнішому руйнуванню катода. У зв'язку з цим при електроімпульсних режимах (заготовка «-», інструмент «+») катод контактує із заготовкою, що забезпечує вищу продуктивність ерозії (в 8…10 разів) і меншим, ніж при електроіскрових режимах, зношуванням інструменту;
- електромеханічне оброблення об'єднує електричні та механічні впливи:
  - електроконтактний, який базується на введенні між інструментом та матеріалом обробки потужної електричної дуги змінного або постійного струму) та його різновид — електроабразивний, де використовується абразивний інструмент (у тому числі алмазно-абразивний), виготовлений на основі електропровідних матеріалів;
  - магнітоімпульсний, що ґрунтується на перетворенні енергії змінного магнітного поля в механічну работу;
  - електрогідравлічний, де використовується гідравлічного удару;
- променеве оброблення, котре поділяється на різновиди, що використовуються машинобудуванні: електроннопроменеве та світлопроменеве оброблення:
  - електроннопроменеве оброблення здійснюється потоком електронів високих енергій (до 100 кеВ) і базується на тепловій дії (до 6000 °C) потоку рухомих електронів на оброблюваний матеріал, який в місці обробки плавиться і випаровується. Цим способом можна обробляти всі відомі матеріали. Електроннопроменеві верстати можуть виконувати різання (в тому числі прошивання отворів) і зварювання з великою точністю (до 50 мкм);
  - світлопроменеве оброблення (лазерна технологія) використовує термічну дію світла, що викликається його поглинанням в оброблюваному матеріалі. Висока щільність потоку випромінювання в зоні обробки, що дає необхідний термічний ефект за короткий час (тривалість імпульсу не перевищує 1 мс).
- плазмове оброблення — оброблення матеріалів низькотемпературною плазмою, що генерується дуговими або високочастотними плазмотронами. При плазмовому обробленні змінюються форма, розміри, структура оброблюваного матеріалу або стан його поверхні. Плазмове оброблення включає: розділове і поверхневе різання, нанесення покриттів, наплавлення, зварювання а також руйнування гірських порід (плазмове буріння).